# 武藏小金井站

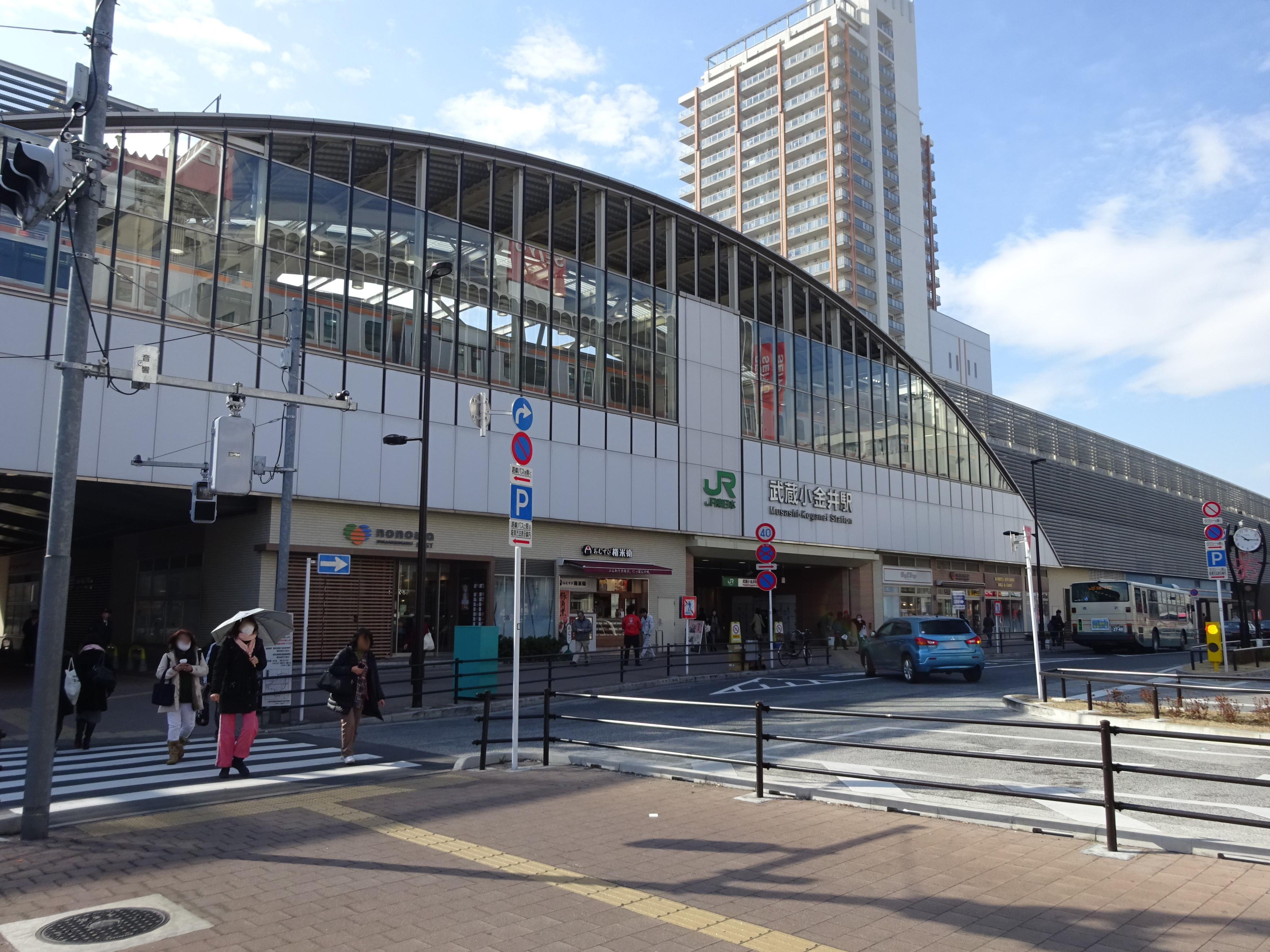
北口（2016年2月）

武藏小金井站（日语：／ Musashi-koganei eki */?）是位於日本東京都小金井市本町六丁目，屬於東日本旅客鐵道（JR東日本）中央本線的鐵路車站。
包括此站的路段在運行系統上顯示為「中央線」。運行形態的詳細資料參見該條目。

## 歷史
- 1924年（大正13年）4月4日 - 觀櫻暫用乘降場開業。
- 1926年（大正15年）1月15日 - 停車場昇格為武藏小金井站。旅客營業開始。
- 1959年（昭和34年）9月1日 - 構內的武藏小金井電車區完成。
- 1987年（昭和62年）4月1日－國鐵分割民營化，本站由JR東日本接手管理。
- 2001年（平成13年）11月18日－智能卡系統Suica正式投入服務。
- 2007年（平成19年）
  - 7月1日：下行線高架化[2]。
  - 11月25日 - 武藏小金井電車區改稱豐田車輛中心武藏小金井派出所。
- 2009年（平成21年）12月6日：上行路線高架化[3]。
- 2012年（平成24年）5月20日：上行線新設了第4月台[4]。
- 2015年（平成27年）
  - 2月19日：高架下方的商業施設「nonowa武蔵小金井」（現：nonowa武蔵小金井EAST）開業[5][6]。
  - 12月12日：高架下方的商業施設「nonowa武蔵小金井WEST」開業。並開設nonowa剪票口（交通系IC卡専用剪票口）[7][8]。
- 2020年（令和2年）9月1日：更換上行線月台（第3、4月台）的發車音樂。

### 站名的由來
由車站周邊的地名而來。但是，在東北本線（宇都宮線名稱區間）於栃木縣下野市路段上已經有名為小金井站的車站，同市內又已經有西武多摩川線的新小金井站，因此改以冠上東京都過去的令制國行政區名當作車站名稱（東京都一帶舊名為「武藏國」）。當地人也以「武藏小（「ムサコ」）」簡稱本站，當地的商業設施像是「nonowa武蔵小金井・武藏小Garden（nonowa武蔵小金井・ムサコガーデン）」 也採用此簡稱。

## 車站構造
島式月台2面4線的高架車站。閘口共2個。

### 月台配置
| 月台 | 路線   | 方向 | 目的地                 | 備註                                           |
| ---- | ------ | ---- | ---------------------- | ---------------------------------------------- |
| 1    | 中央線 | 下行 | 立川、八王子、高尾方向 |                                                |
| 2    | 中央線 | 下行 | 立川、八王子、高尾方向 | 待避、折返列車                                 |
| 2    | 中央線 | 上行 | 三鷹、新宿、東京方向   | 待避、折返列車                                 |
| 3、4 | 中央線 | 上行 | 三鷹、新宿、東京方向   | 3號月台自2012年（平成24年）6月17日起開始使用。 |

（來源：JR東日本:車站構內圖 （页面存档备份，存于））

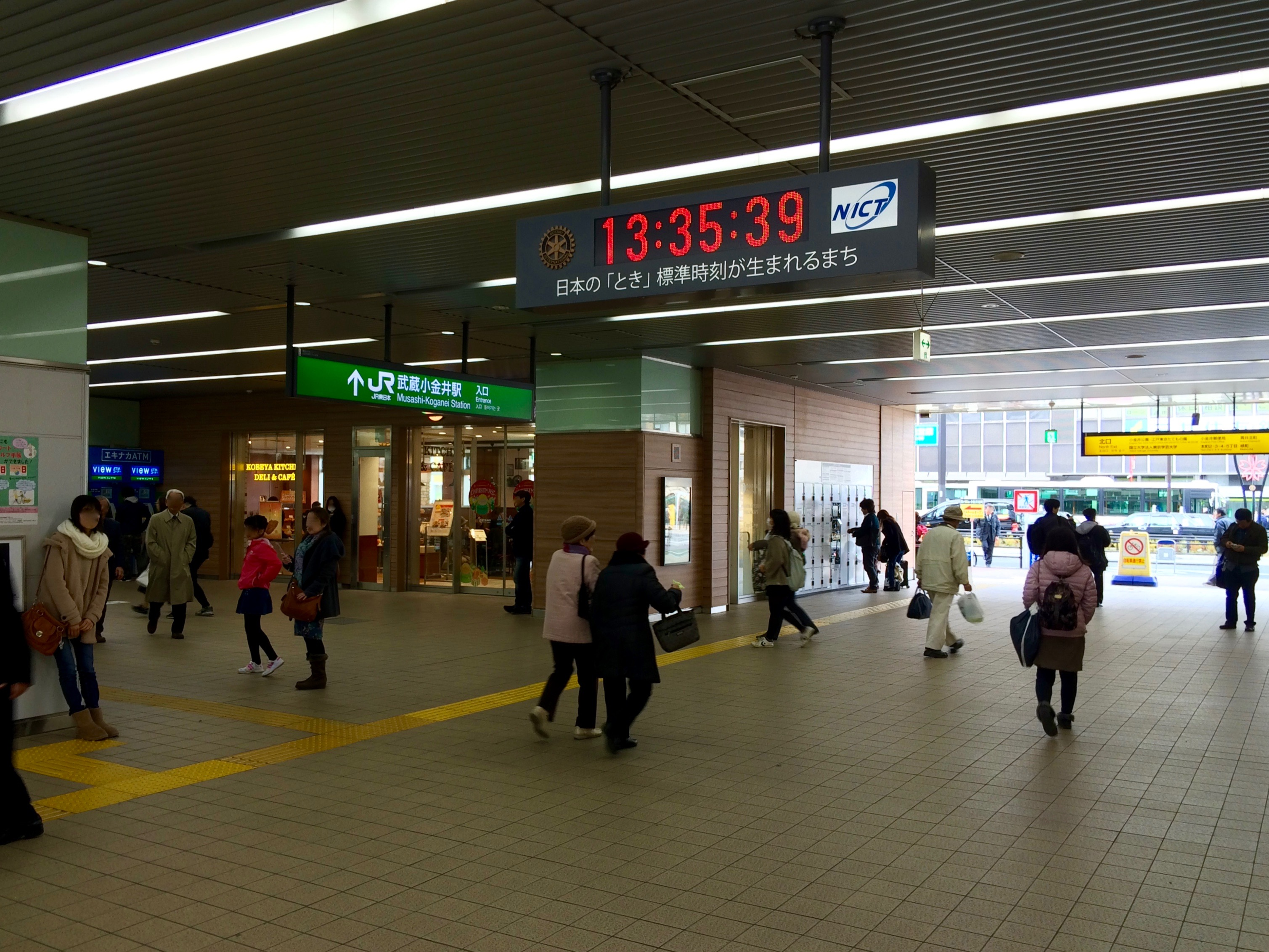
自由通道（閘口、北口望向通道） 設有寫有「日本標準時間誕生之地」的時鐘。 （2015年12月）
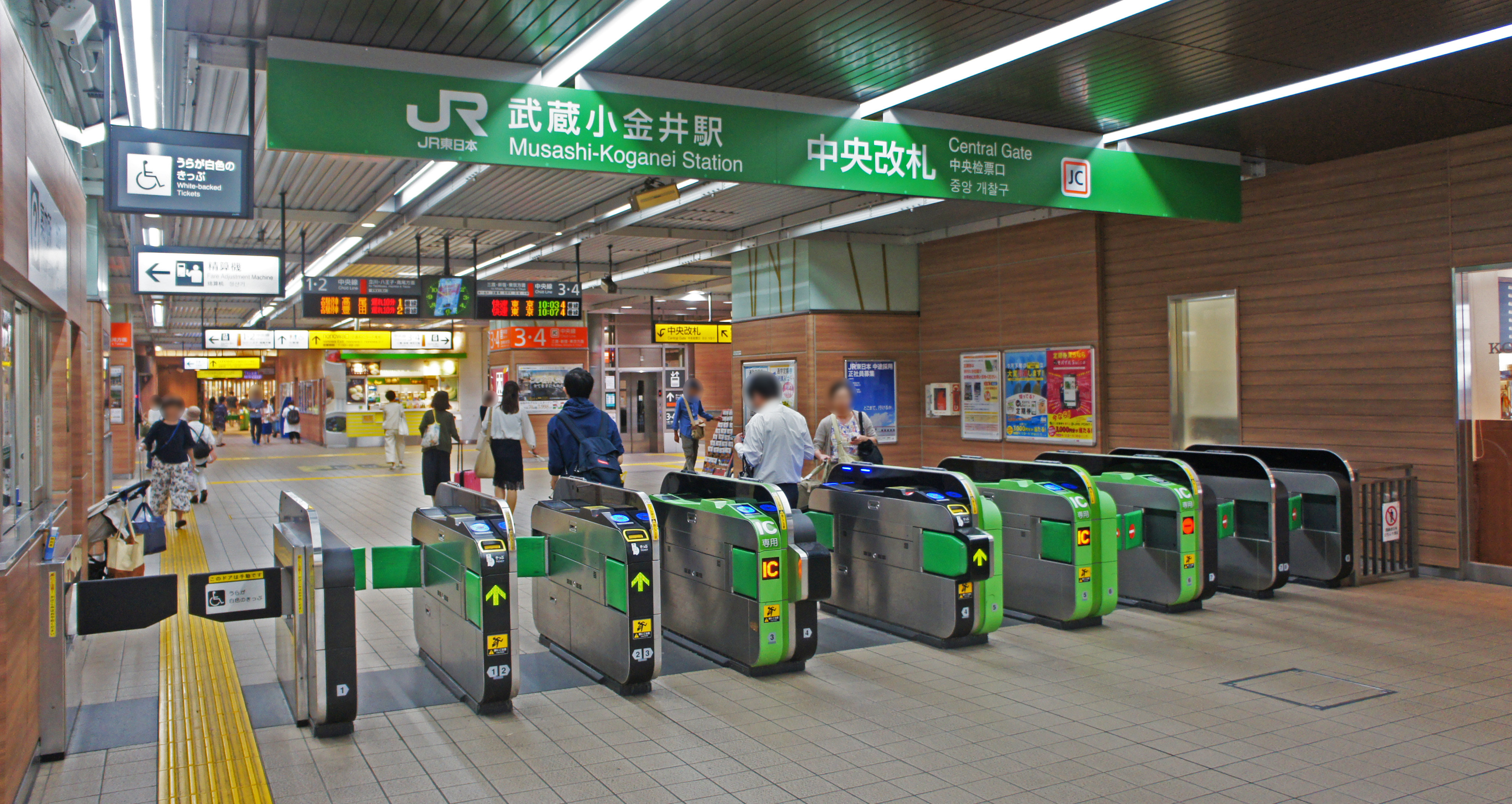
中央閘口（2019年9月）
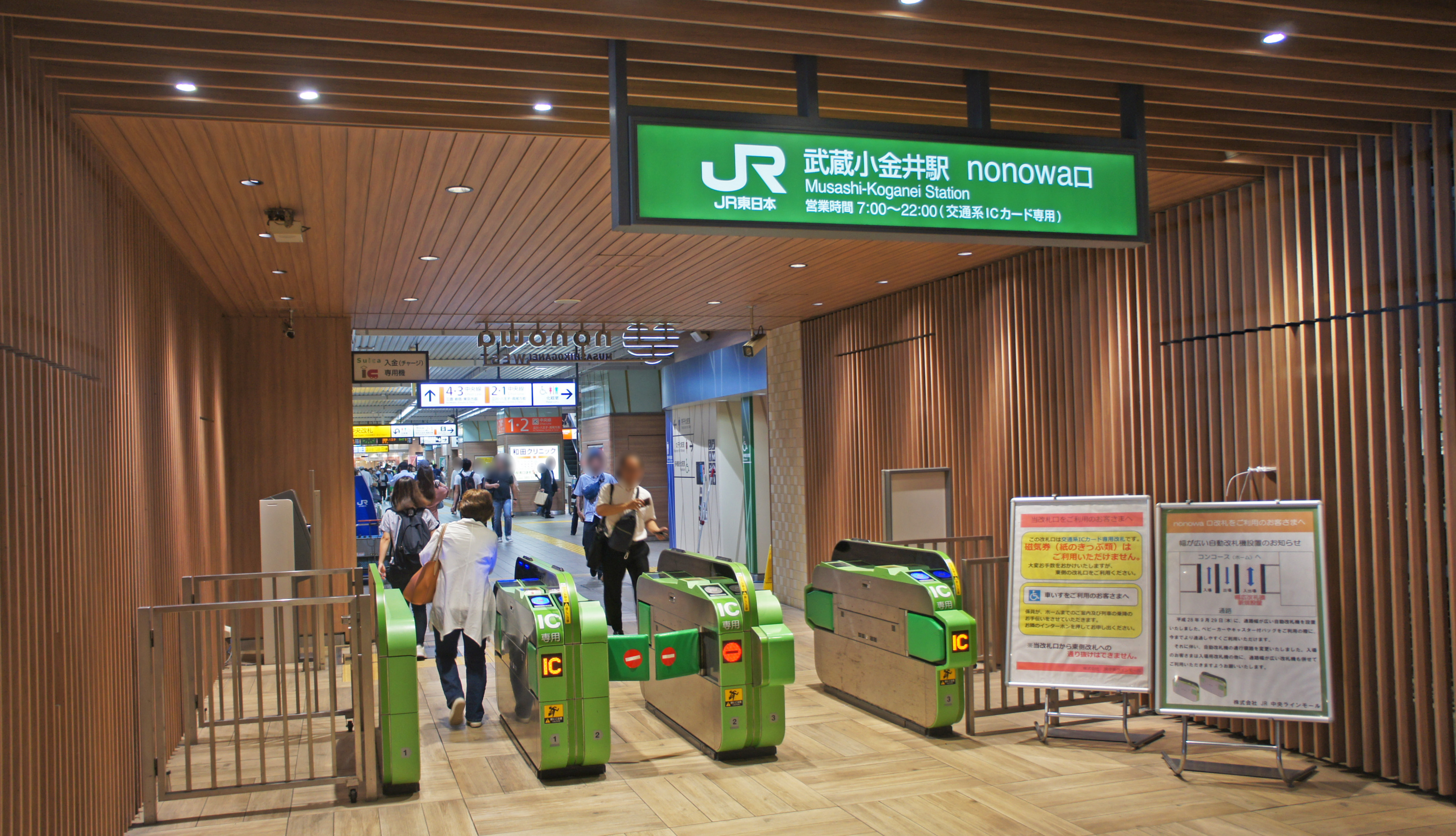
nonowa口閘口（2019年9月）
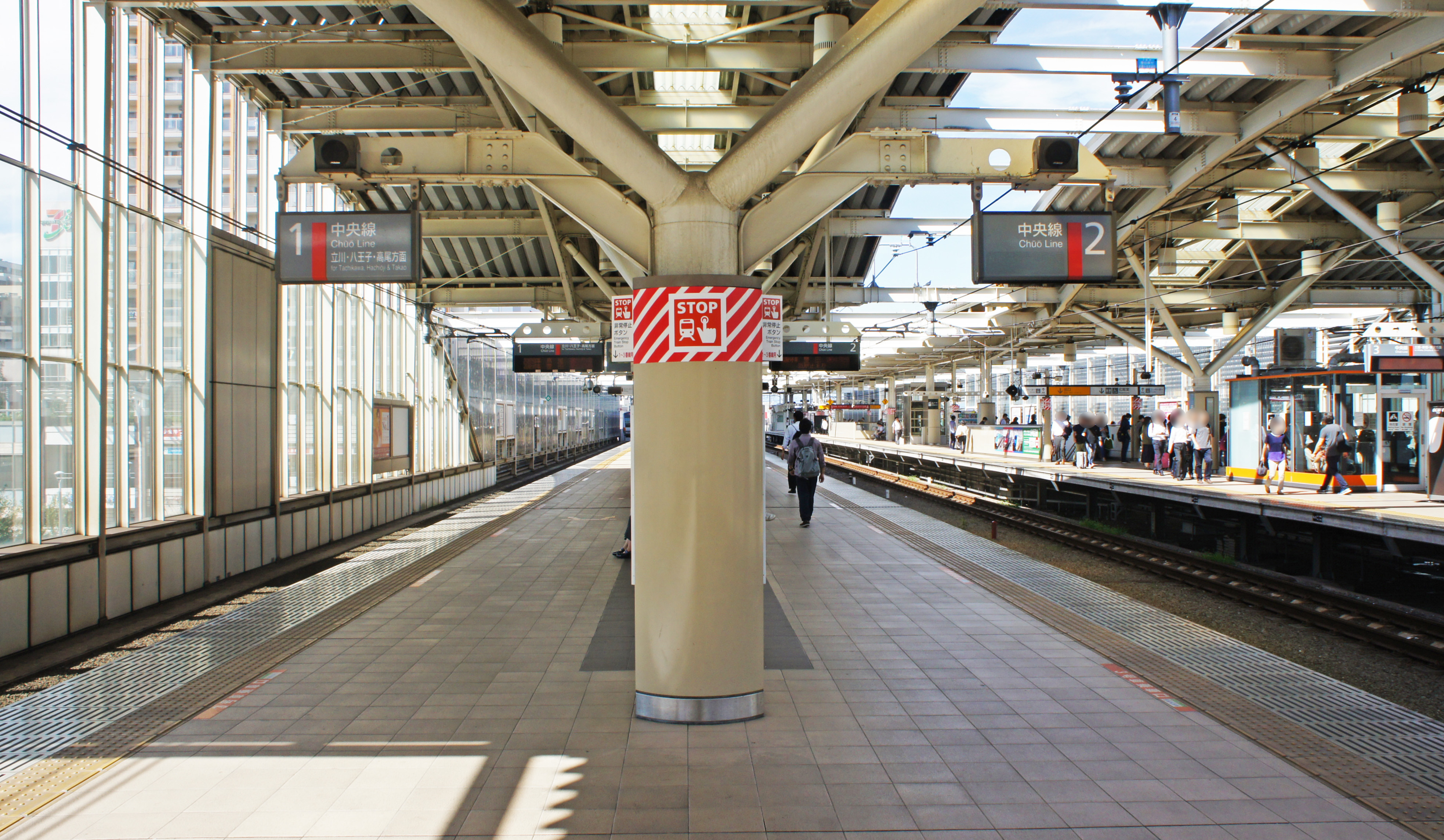
1、2號月台（2019年9月）
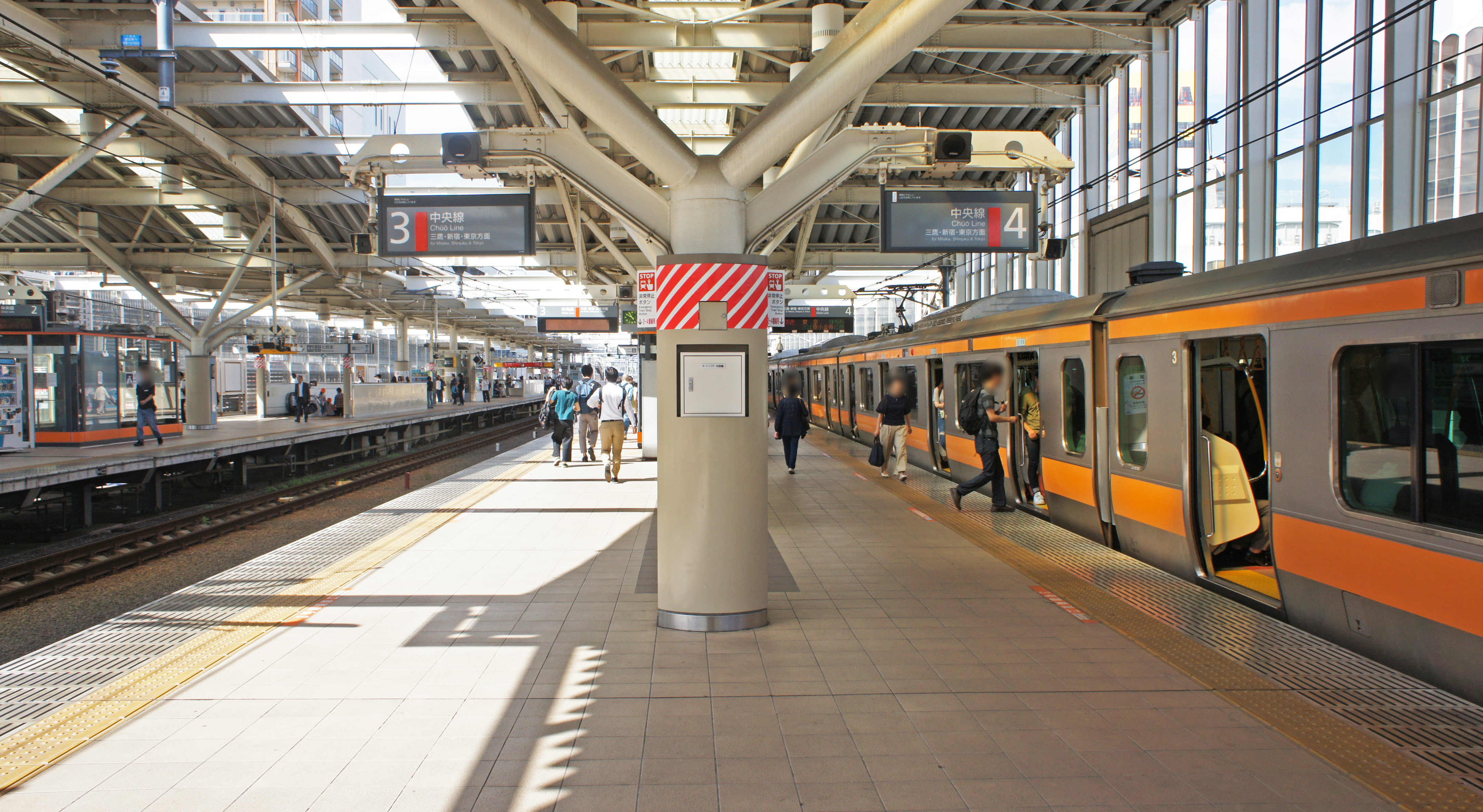
3、4號月台（2019年9月）

## 使用情況
2019年（令和元年）度1日平均上車人次為62,565人，JR東日本管內車站當中排行第75位。中央快速線內24個車站當中排行第14位。
近年的推移如下表。
| 年度               | 1日平均 上車人次 | 來源     |
| ------------------ | ---------------- | -------- |
| 1990年（平成02年） | 58,189           | [ * 1 ]  |
| 1991年（平成03年） | 60,361           | [ * 2 ]  |
| 1992年（平成04年） | 60,326           | [ * 3 ]  |
| 1993年（平成05年） | 60,049           | [ * 4 ]  |
| 1994年（平成06年） | 59,132           | [ * 5 ]  |
| 1995年（平成07年） | 58,224           | [ * 6 ]  |
| 1996年（平成08年） | 57,786           | [ * 7 ]  |
| 1997年（平成09年） | 56,690           | [ * 8 ]  |
| 1998年（平成10年） | 55,312           | [ * 9 ]  |
| 1999年（平成11年） | 54,831           | [ * 10 ] |
| 2000年（平成12年） | 54,579           | [ * 11 ] |
| 2001年（平成13年） | 55,216           | [ * 12 ] |
| 2002年（平成14年） | 55,330           | [ * 13 ] |
| 2003年（平成15年） | 55,281           | [ * 14 ] |
| 2004年（平成16年） | 54,641           | [ * 15 ] |
| 2005年（平成17年） | 54,798           | [ * 16 ] |
| 2006年（平成18年） | 55,225           | [ * 17 ] |
| 2007年（平成19年） | 55,509           | [ * 18 ] |
| 2008年（平成20年） | 55,413           | [ * 19 ] |
| 2009年（平成21年） | 55,742           | [ * 20 ] |
| 2010年（平成22年） | 56,544           | [ * 21 ] |
| 2011年（平成23年） | 56,677           | [ * 22 ] |
| 2012年（平成24年） | 57,906           | [ * 23 ] |
| 2013年（平成25年） | 59,504           | [ * 24 ] |
| 2014年（平成26年） | 59,386           | [ * 25 ] |
| 2015年（平成27年） | 60,465           | [ * 26 ] |
| 2016年（平成28年） | 61,035           | [ * 27 ] |
| 2017年（平成29年） | 61,858           | [ * 28 ] |
| 2018年（平成30年） | 62,578           | [ * 29 ] |
| 2019年（令和元年） | 62,565           |          |

## 巴士路線
南口（暫定）
- 1番乘降場
  - 境81系統：武藏境站南口行
  - 武51系統：武藏小金井站南口行
- 2番乘降場
  - 武71系統：一本木經由府中站行
  - 武73系統：學園通郵便局經由府中站行
  - 武66系統：府中營業所行

北口
- 0番乘降場
  - CoCo巴士：北東部循環
- 1番乘降場
  - 武17系統：花小金井站南口経由小平站南口行
  - 花12系統：花小金井站南口行
  - 武19系統：小平營業所行
  - 武20系統：學園東町經由小平站南口行
- 2番乘降場
  - 武12系統：東久留米站西口行
  - 武13系統：清瀨站南口行
- 3番乘降場
  - 武14系統：久留米西團地行
  - 武15系統：瀧山營業所行
  - 武21系統：東久留米站西口行
- 4番乘降場
  - 鷹33系統：三鷹站北口行
  - 武02系統：東小金井站行
- 5番乘降場
  - 武41系統：小平團地行
- 6番乘降場
  - 武31系統：中大附屬高校行
  - 中大付属高校行
- 7番乘降場
  - 武82系統：多磨町行
  - 武83系統：多磨靈園站行
  - 武91系統：調布站北口行
- 8番乘降場
  - 府32系統：東府中站經由府中站行
  - 府75系統：淺間郵便局經由東府中站行
  - 武72系統：府中站行
  - 武74系統：學園通郵便局經由府中站行
  - 鷹51系統：三鷹站南口行

## 相鄰車站
東日本旅客鐵道
 中央線
■通勤特快、■中央特快、■青梅特快、■通勤快速
通過
■快速（下行視作「各站停車」）
東小金井（JC 14）－武藏小金井（JC 15）－國分寺（JC 16）

### 使用情況
1. ↑  東京都統計年鑑 （页面存档备份，存于） - 東京都
2. ↑  市勢統計書「こがねいのとうけい」 （页面存档备份，存于） - 小金井市

JR東日本1999年度以後的上車人次
1. ↑  .   [2017-12-08]. （原始内容存档于2017-06-27）.
2. ↑  .   [2017-12-08]. （原始内容存档于2014-10-09）.
3. ↑  .   [2017-12-08]. （原始内容存档于2016-08-16）.
4. ↑  .   [2017-12-08]. （原始内容存档于2016-10-16）.
5. ↑  .   [2017-12-08]. （原始内容存档于2017-09-10）.
6. ↑  .   [2017-12-08]. （原始内容存档于2017-06-27）.
7. ↑  .   [2017-12-08]. （原始内容存档于2014-10-09）.
8. ↑  .   [2017-12-08]. （原始内容存档于2017-06-27）.
9. ↑  .   [2017-12-08]. （原始内容存档于2016-10-16）.
10. ↑  .   [2017-12-08]. （原始内容存档于2017-06-27）.
11. ↑  .   [2017-12-08]. （原始内容存档于2017-06-08）.
12. ↑  .   [2017-12-08]. （原始内容存档于2014-10-06）.
13. ↑  .   [2017-12-08]. （原始内容存档于2014-10-08）.
14. ↑  .   [2017-12-08]. （原始内容存档于2014-10-07）.
15. ↑  .   [2017-12-08]. （原始内容存档于2017-06-08）.
16. ↑  .   [2017-12-08]. （原始内容存档于2017-06-08）.
17. ↑  .   [2017-12-08]. （原始内容存档于2017-08-08）.
18. ↑  各駅の乗車人員（2016年度） （页面存档备份，存于） - JR東日本
19. ↑  各駅の乗車人員（2017年度） （页面存档备份，存于） - JR東日本
20. ↑  各駅の乗車人員（2018年度） （页面存档备份，存于） - JR東日本
21. ↑  各駅の乗車人員（2019年度） （页面存档备份，存于） - JR東日本

東京都統計年鑑
1. ↑  .   [2020-07-29]. （原始内容存档于2016-03-05）.
2. ↑  .   [2020-07-29]. （原始内容存档于2016-03-05）.
3. ↑  .   [2017-12-08]. （原始内容存档于2013-08-15）.
4. ↑  .   [2017-12-08]. （原始内容存档于2013-02-03）.
5. ↑  .   [2017-12-08]. （原始内容存档于2013-02-03）.
6. ↑  .   [2017-12-08]. （原始内容存档于2013-02-03）.
7. ↑  .   [2017-12-08]. （原始内容存档于2013-02-03）.
8. ↑  .   [2017-12-08]. （原始内容存档于2016-03-04）.
9. ↑  東京都統計年鑑（平成10年）PDF
10. ↑  東京都統計年鑑（平成11年）PDF
11. ↑  .   [2017-12-08]. （原始内容存档于2016-03-04）.
12. ↑  .   [2017-12-08]. （原始内容存档于2016-03-04）.
13. ↑  東京都統計年鑑（平成14年）[永久]
14. ↑  東京都統計年鑑（平成15年）[永久]
15. ↑  東京都統計年鑑（平成16年）[永久]
16. ↑  東京都統計年鑑（平成17年）[永久]
17. ↑  東京都統計年鑑（平成18年）[永久]
18. ↑  東京都統計年鑑（平成19年）[永久]
19. ↑  東京都統計年鑑（平成20年）[永久]
20. ↑  .   [2017-12-08]. （原始内容存档于2016-03-26）.
21. ↑  .   [2017-12-08]. （原始内容存档于2016-03-27）.
22. ↑  .   [2017-12-08]. （原始内容存档于2016-03-25）.
23. ↑  .   [2017-12-08]. （原始内容存档于2016-03-27）.
24. ↑  .   [2017-12-08]. （原始内容存档于2016-03-22）.
25. ↑  .   [2017-12-08]. （原始内容存档于2017-07-30）.
26. ↑  .   [2017-12-08]. （原始内容存档于2018-11-09）.
27. ↑  .   [2020-07-29]. （原始内容存档于2019-05-02）.
28. ↑  .   [2020-07-29]. （原始内容存档于2019-12-03）.
29. ↑  .   [2020-07-29]. （原始内容存档于2020-08-04）.

## 外部連結
- 車站資訊（武藏小金井）：東日本旅客鐵道

35°42′5″N 139°30′23″E / 35.70139°N 139.50639°E